# سوتوسلاو چیتاکوف
سوتوسلاو چیتاکوف (بلغاری: Светослав Читаков؛ زادهٔ ۱۰ ژانویهٔ ۱۹۹۲) بازیکن فوتبال اهل بلغارستان است.